# 893愚連隊
893愚連隊（やくざぐれんたい）は、1966年の日本映画。松方弘樹主演：中島貞夫脚本監督。東映京都撮影所製作、東映配給。

## 概要
京都を拠点とし、白タク、盗みなどで生計を立てる若いチンピラ3人組が、本流のヤクザの圧力に押されながらも奮闘する様子を描いている。京都の街中をオールローケーションで、全編無許可のゲリラ撮影を敢行した。クライマックスに松方弘樹が呟く「ネチョネチョ生きとるこっちゃ」という名台詞は語り草である。本作で荒木一郎は、「映画批評家賞新人賞」を受賞。また、中島貞夫の出世作であり、この作品で「日本映画監督協会新人賞」などを受賞している。

## スタッフ
- 監督：中島貞夫
- 企画：天尾完次、日下部五朗
- 脚本：中島貞夫
- 原作：菅沼照夫
- 音楽：広瀬健次郎
- 撮影：赤塚滋

## 出演
- 松方弘樹
- 荒木一郎
- 天知茂
- 広瀬義宣
- 近藤正臣
- ケン・サンダース
- 高松英郎
- 稲野和子
- 宮園純子
- 桑原幸子
- 三島ゆり子
- 潮健児
- 待田京介
- 遠藤辰雄
- 藤岡琢也
- 穂高稔
- 脇中昭夫

## 製作経緯

### 企画
中島貞夫が東映京都撮影所（以下、東映京都）で、ロケ整理をする自称"愚連隊"の男に興味を持ち脚本を書いた。当時は東映取締役兼京都撮影所所長・岡田茂（のち、同社社長）と俊藤浩滋プロデューサーを中心に手掛けた任侠路線が本格化していて、この素材なら企画が通し易いと考え、岡田所長に本企画を提出すると本読みの席で、予想通り愚連隊の話に岡田がピーンときて「行けーッ！」と製作が決まった。「オールロケでやらして下さい」と提案すると「おお、そうせい。白黒やぞ。金（製作費）はあまり出せん。1900万円。好きにやって来い、これをオマエに任せるから」と指示された。岡田所長は「時代劇のメッカ・東映京都で本作を第一作に現代劇路線を敷く」と発表し、「もちろん、時代劇をやめるということではなく、これからは時代劇、現代劇の区別なくなんでもやらなければいけない」「時代劇も、どんどん今日の感覚にマッチしたものを作り上げていかなければ取り残されてしまう。私はかねがね、京都の監督や俳優にそのことを言い続けてきたが、やはり実際に撮ってみなければ分からないから」と、本作『893愚連隊』を皮切りに、渡辺祐介監督で『悪童』、神戸を舞台にした『汚れた顔の紳士・日本暗黒街』(『日本暗黒街』)、『湖の琴』の四本を東映京都の現代劇として製作を決めた。東映京都での現代劇は『悪魔が来りて笛を吹く』（松田定次監督、1954年）以来12年ぶりであった。東映京都の改革を進める岡田は、中島をその『切り込み隊長』として期待していた。

### キャスティング
中島は「現代劇のノウハウは東映京都に全然ないため、若手だけでやらせて欲しい」と要望。松方弘樹は岡田からの推し込みだが、他の主要キャストは中島が決めた。荒木一郎は人から紹介され、近藤正臣は1966年の今村昌平監督『エロ事師たちより 人類学入門』を観て気に入り、広瀬義宣は大部屋俳優だが簡単なオーディションをして決めた。

### 撮影
当時富士写真フイルムから、ASA200という高感度フィルムが発売され、暗いところでもライターだけで顔が映るか、などテストを経て使用。またドイツ製のサイレントARRIというカメラを使い京都駅の構内など全部盗み撮り（ゲリラ撮影）した。あとから製作部が謝って回った。使用したカメラはシンクロがほとんどできず、隠し撮りしてアフレコを行った。撮影所の所内を撮影にはじめて使用した。撮影所本館の部屋を病室にして、向いの棟の屋上から撮影した。中島は「こういうのは全部、俺たちが始めたと話している。

### タイトル
最初の岡田所長の前での本読みで、「タイトルは"八九三愚連隊"でいけ、いいな」と"八九三愚連隊"という文字をその場で書き念押しされ、「はい」と答えたが、今さら"八九三"じゃ能がないし、愚連隊は断じてやくざじゃない、"ハチ・キュー・サン"の方が語呂もいいと印刷屋に"893愚連隊"と書いて届けた。中島自身は、"はちきゅうさんぐれんたい"と読んでいるという。

## 評価
興行的には振るわなかったが、半年か一年後に大学の映研やプロ仲間から評価が上がり、中島が「日本映画監督協会新人賞」、「日本映画記者会特別賞」、荒木一郎が「映画批評家賞新人賞」を受賞した。

無意識の「ヌーヴェルヴァーグ」とも称され、全編に流れる広瀬健次郎のコンボジャズと赤塚滋のシャープなモノクロ映像、洋服も美術も全体にオシャレで当時の東映映画としては相当にカッティング・エッジの部類に入るとも評される。ゴダールの影響をいわれるが、中島自身はゴダールなどヌーヴェルヴァーグはそれまで観たことがなかったと話している。
中島貞夫による「やくざ映画」の始まりであり、時代劇で黄金時代を築いてきた東映京都撮影所が現代劇路線に踏み込んだ作品とも評される。

## 逸話
- 出所した天知茂が高松英郎に「天皇たら親分たらは嫌いなんや」という台詞を巡り、映倫と揉め、結局「天皇たら」の音が消えているプリントと消えてないプリントがあるという[5]。
- 日活が「日活ニューアクション｣路線を模索する際の参考として本作を社内試写した[11]。荒木一郎が1972年に『白い指の戯れ』を日活で撮ったとき、監督の村川透からその話を聞かされたという[12]。荒木は本作のあと同年9月にビクターから歌手デビューの話が来て、俳優だといつまで経ってもギャラが上がらないから、歌手になった方が早いと『空に星があるように』でデビューし、その後は歌手活動にウェイトを置いた[12]。